# Александър Чендов
Александър Хаджидимитров Чендов – Комитчето е български революционер, участник в националноосвободителното движение и най-младият член на Ботевата чета.
Роден е през 1860 г. в село Гергевец, днес в област Сливен. Убит е през 1876 г. в местността „Зелени камък“ в Ржана планина в района на град Своге, близо до село Осеновлаг.
Паметни плочи на Александър Чендов са поставени в родното му село и в местността „Людска поляна“ в Ржана планина.